# Marja Almqvist
Margareta (Marja) Almqvist, född 8 december 1913 i Stockholm, död 1966, var en svensk socialarbetare.
Almqvist var en förgrundsgestalt inom den så kallade "case work"-traditionen inom socialt arbete i Sverige, med vilket menas en indiviudell socialvårdsmetodik som bygger på en psykoanalytisk grundsyn. Hon var främst verksam som lärare vid Socialinstitutet i Stockholm. Viktiga delar av hennes arbeten utgavs postumt i Introduktion till socialvårdsmetodik (1969).